# Credo ut intelligam
Credo ut intelligam ou Credo ut intellegam é uma frase em latim que significa "Acredito para que possa entender". É uma máxima da doutrina de Anselmo de Cantuária baseada numa outra de Santo Agostinho (crede, ut intelligas - "creia para que possa entender") utilizada para relacionar fé e razão. Na obra de Anselmo, a frase aparece justaposta à sua forma inversa, intellego ut credam ("Penso para que possa crer") quando ele diz "Neque enim quaero intelligere ut credam, sed credo ut intelligam" ("não busco entender para poder crer e sim acredito para poder entender"). 
Esta máxima geralmente aparece associada a outra frase famosa de Anselmo, fides quaerens intellectum ("fé em busca de compreensão").